# Mueang Chan (huyện)
Mueang Chan (tiếng Thái: เมืองจันทร์) là một huyện (amphoe) của tỉnh Sisaket, đông bắc Thái Lan.

## Lịch sử
Tiểu huyện (king amphoe) đã được lập ngày 1 tháng 4 năm 1992, khi 3 tambon được tách ra từ huyện Uthumphon Phisai. Đơn vị này đã được nâng cấp thành huyện ngày 1 tháng 10 năm 1997.

## Địa lý
Các huyện giáp ranh (từ phía bắc theo chiều kim đồng hồ) là: Pho Si Suwan, Uthumphon Phisai, Huai Thap Than của tỉnh Sisaket, Samrong Thap, Non Narai và Rattanaburi của tỉnh Surin.

## Hành chính
Huyện này được chia thành 3 phó huyện (tambon), các đơn vị này lại được chia ra thành 52 làng (muban). Không có khu vực đô thị, có 3 Tổ chức hành chính tambon.
| STT. | Tên         | Tên Thái | Số làng | Dân số |  |
| ---- | ----------- | -------- | ------- | ------ |  |
| 1.   | Mueang Chan | เมืองจันทร์ | 25      | 7.702  |  |
| 2.   | Thakon      | ตาโกน    | 15      | 6.133  |  |
| 3.   | Nong Yai    | หนองใหญ่  | 12      | 4.026  |  |